# Шенгельди (Конаєвська міська адміністрація)
Шенгельди́ (каз. Шеңгелді) — село у складі Конаєвської міської адміністрації Алматинської області Казахстану. Адміністративний центр Шенгельдинського сільського округу.
Населення — 4929  осіб (2021; 4601 у 2009, 4938 у 1999, 4612 у 1989).